# Aranha
Aranha, pseudonimo di Mario Lúcio Duarte Costa (Pouso Alegre, 17 novembre 1980), è un ex calciatore brasiliano, di ruolo portiere.

## Palmarès

### Club

#### Competizioni statali
- Campionato Mineiro: 1

Atlético Mineiro: 2010
- Campionato paulista: 4

Santos: 2011, 2012, 2015, 2016

#### Competizioni internazionali
- Coppa Libertadores: 1

Santos: 2011
- Recopa Sudamericana: 1

Santos: 2012

#### Competizioni nazionali
- Coppa del Brasile: 1

Palmeiras: 2015